# Термомеханічне оброблення

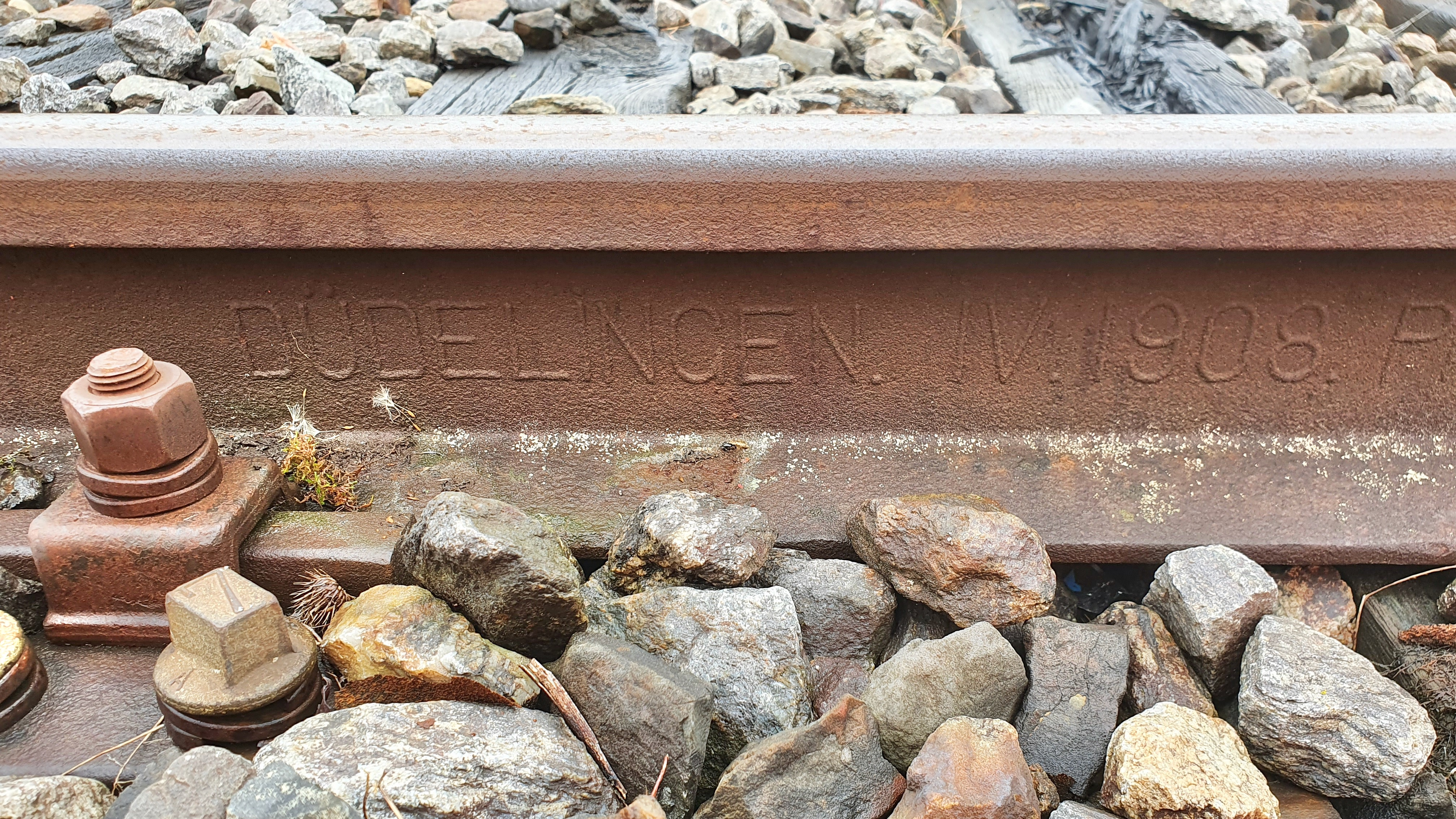
Термомеханічній обробці стали піддавати сортовий прокат (квадрат, коло, двотавр), рейки.

Термомехані́чне обро́блення (ТМО) (англ. thermomechanical processing,  thermo-mechanical treatment, TMT) металів — оброблення металів (сплавів), що полягає у послідовному нагріванні їх до температури, вищої за верхню критичну точку поліморфного перетворення, пластичному деформуванні й гартуванні при температурі більшій за температуру фазового переходу (високотемпературна ТМО, ВТМО) або між температурою фазового переходу і температурою мартенситного перетворення (низькотемпературна ТМО, НТМО) протягом одного технологічного процесу. Це обумовлює формування підвищеної щільності дефектів кристалічної будови металу чи сплаву, що приводить до підвищення міцності.
Звичайна структура після загартування — мартенсит+бейніт+залишковий аустеніт. Термомеханічну обробку застосовують як для сталей, так і для інших сплавів.
У разі застосування ТМО для обробки алюмінієвих сплавів добавки легуючих елементів, таких як хром і кремній, уповільнюють рекристалізацію, і тому роблять процес більш ефективним. Для аустенітних сталей, таких як нержавіюча сталь складу Х18Н10, що не відчувають фазового переходу, зміцнення обумовлюється закріпленням структури, так як ця сталь у звичайному розумінні не загартовується. Хоча техпроцеси для різних металів і сплавів різні, основою їхньої розробки стало відкрите явище успадкування структури при фазовому переході аустеніт-мартенсит.

## Передісторія та розвиток предмета

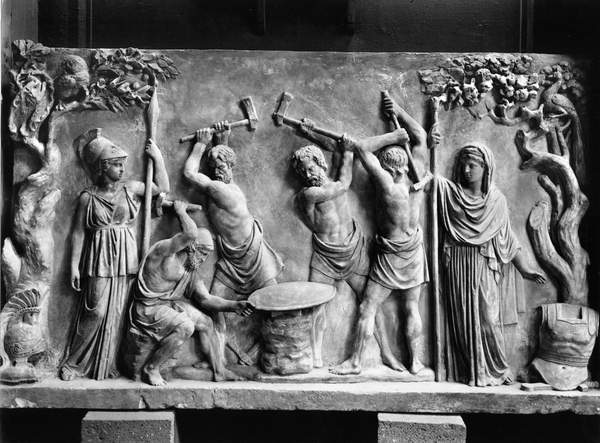
Найдавнішим видом термомеханічної обробки є кування. Ковалі знали, що гарт повинен слідувати негайно за деформуванням.

Фактично, люди стали застосовувати термомеханічну обробку ще з давніх-давен. Одним з варіантів ТМО є, наприклад, кування. Пізніше, в ході розвитку металургії та матеріалознавства, довго вважали, що деформаційне зміцнення (наклеп) знімається при нагріванні вище температури рекристалізації, і тому застосовувалася схема, що не враховує фактор часу — окремо деформація (у штампах, пресах, прокатних станах), та окремо загартування (Часто з проміжним підігрівом). Вважалося, що для досягнення високої міцності потрібна однорідна структура, тому загартування має проходити з температури вище 880…860 °С.
При подальшому розвитку металургії з'ясувалося, що з точки зору комбінації міцності та пластичності найкращим для конструктивних елементів, що не мають високих вимог до твердості, є верхній або нижній бейніт, який можна отримати при остаточному загартуванні і з менших температур. У процесі деформації аустенітні зерна набувають потрібну форму (зазвичай витягнуту), а після загартування та відпустки якості металу виявляються вищими, ніж без ТМО. Це дозволяє в багатьох випадках зменшити переріз і вагу деталей, а також у деяких випадках відмовитися від легованої сталі на користь більш дешевої вуглецевої. Оскільки деформування саме є частиною технологічного процесу отримання заготовки, додаткові витрати на ТМО (нагрів сталі) відповідають звичайному загартування, яке ТМО замінює.
Перепроектування виробництва з перехід від гарту до ТМО, при незначній зміні основних фондів виробництва, вимагає проте більш високої культури в частині контролю за температурою металу та часом витримки та гарту. Зокрема, після остаточного переходу таке загартування потрібне негайно для фіксування структури, отриманої деформуванням. Розрізняють декілька видів термомеханічної обробки, призначених головним чином для обробки сталей.

## Високотемпературна ТМО
Якщо сталь піддавати високотемпературній обробці, її пластично деформують (ступінь деформування 20…30 %) в області температур стійкого аустеніту (вище від точки A3), що виключає (частково або повністю) рекристалізацію в процесі деформування. Ефект від цієї обробки виходить завдяки найшвидшому загартування після деформації (у процесі отримання заготовки деталі). Рекристалізація при цих температурах (вище 880 °С) потребує часу, який обчислюється секундами, тому ефект зміцнення обмежений, а тривала і значна деформація не дає більшого ефекту. ВТМО надає сталі велику ударну в'язкість, знижує поріг холодноламкості, усуває ефект відпускної крихкості.
Дисперсійно-твердні алюмінієві та інші сплави також обробляються за цією методикою.

## Низькотемпературна ТМО
Під час низькотемпературного оброблення сталь деформують (Ступінь деформування 75…95 %) в області температур метастабільного аустеніту, нижчих від температури його рекристалізації. При гартуванні сталі після деформування мартенсит успадковує зміни структури аустеніту. В обох випадках після гартування проводять низький відпуск. ВТМО можна піддавати будь-які сталі, а НТМО — лише сталі з підвищеною стійкістю переохолодженого аустеніту (леговані сталі).
При такій обробці сталь нагрівають вище температури фазового переходу з витримкою, необхідної для повного переходу в аустеніт, після чого підстуджують і проводять деформування при температурі 400..600 °С. Після гарту зберігається ефект зміцнення (більший, ніж при ВТМО, оскільки рекристалізація не відбувається). Найвищі показники виходять при комбінації ВТМО та НТМО, тобто після високотемпературної деформації слід низькотемпературна.
Слід мати на увазі, що для збільшення стабільності аустенітної структури в багатьох випадках потрібно додаткове легування (наприклад, нікелем, марганцем), у той час як ВТМО додаткових вимог до часу розпаду аустеніту не пред'являє, і тому застосовується для прокату з вуглецевих сталей. НТМО вимагає потужнішого пресового обладнання, зважаючи на великі зусилля при деформації.

## Призначення
Термомеханічне оброблення забезпечує високі показники міцності й пластичності сталі (після НТМО границя міцності σВ=2800…3300 МПа, залишкова деформація δ=6%), а також витривалість і холодостійкість, зменшує її схильність до крихкості при відпуску.
Зростання міцності сталі після проведення термомеханічної обробки пояснюється тим, що в результаті деформації аустеніту відбувається дроблення його зерен. При подальшому загартуванні з такого аустеніту утворюються дрібніші пластинки мартенситу, що позитивно позначається на пластичних властивостях й в'язкості сталі.
Термомеханічне оброблення деяких сплавів (наприклад, алюмінієвих, мідних) провадять за схемою: гартування — холодне деформування — штучне старіння металів. Термомеханічна обробка є важливим засобом підвищення експлуатаційних характеристик конструкційних матеріалів та одержання високоміцних сталей.

## Вплив залишкового аустеніту
Залишковий аустеніт надає сталі трохи більшої пластичності, але знижує межу міцності, а особливо межу плинності. Після проведення НТМО легованих сталей залишається досить багато аустенітної фази: 20-30 % і більше (высокохромистые стали). Обробка холодом після гарту підвищує твердість і міцність. Оскільки вміст залишкового аустеніту більше у високовуглецевих (0,60 % і вище) легованих сталях, саме такі вигідніше обробляти.